# Sicília (província romana)

Império Romano em 117, com a província da Sicília em destaque

A província romana da Sicília (em latim Sicilia), atualmente a região italiana da Sicília, foi incorporada ao Império Romano como um território proconsular em 241 a.C.,  após a Primeira Guerra Púnica contra Cartago.
A organização da Sicília como província foi completada por P. Rupilo com a ajuda de dez legados e sua constituição às vezes é referenciada com o nome de Leges Rupiliae. A ilha foi dividida em dois distritos, com Siracusa como capital do distrito leste e Lilibeu como capital do distrito oeste. A ilha inteira era administrada por um governador. 
Os povos mais antigos da Sicília eram os sicanos, ao centro da ilha, e os sículos, na parte oriental. Estes últimos, provavelmente oriundos do continente, empurraram para oeste os ocupantes originais da ilha e deram o nome à região.
A Sicília foi colonizada por fenícios, cartagineses e gregos, que deixaram diversos vestígios, como o teatro grego de Taormina, os templos de Segesta, Agrigento e Selinunte. Foi, posteriormente, governada por príncipes chamados "tiranos", dentre os quais os mais conhecidos foram Dionísio, o Velho, e Dionísio, o Jovem (quem acolheu o filósofo Platão).
A ilha desempenhou um papel importante, dos pontos de vista estratégico e econômico, durante as duas primeiras Guerras Púnicas. Caiu nas mãos dos romanos ao fim da Primeira Guerra Púnica, tornando-se a primeira província romana. O rei Hierão de Siracusa permaneceu como um aliado fiel dos romanos.
Rica em terras agrícolas, a Sicília transformou-se numa importante fonte de cereais para Roma, cultivados em latifúndios explorados por escravos. Duas revoltas de escravos ocorreram entre 135 e 101 a.C.
A Sicília foi a base da resistência dos últimos aliados de Pompeu, liderados por seu filho, Sexto Pompeu.
Após a queda do Império Romano do Ocidente, a Sicília integrou o Império Bizantino até a ocupação árabe (827 d.C. a965 d.C..